# Mindoo Phillip Park
Der Mindoo Phillip Park ist ein Cricket-Stadion in Castries, St. Lucia und benannt nach dem Cricketspieler Francis Mindoo Phillip. Es ist Heimspielstätte der Windward Islands. In 1978 und 1984 wurden in dem Stadion zwei One-Day Internationals ausgetragen. Das letzte First-Class-Match fand 2001 statt. Mit der Fertigstellung des Beausejour-Stadions wurde dieses zum vornehmlich genutzten Cricket-Stadion in St. Lucia.
Der Mindoo Phillip Park wird zudem für Fußballspiele, Konzerte und Karnevalsveranstaltungen genutzt. So treten dort zuweilen der Northern United All Stars FC und die lucianische Fußballnationalmannschaft an.
Nordwestlich grenzt der Marchand Football Ground an. Er bietet Platz für 3500 Zuschauer.